# مزدیسنا در نیشابور
دین مردم نیشابور در دوره امپراتوری ساسانیان مزدیسنا بوده‌است. با فتح نیشابور توسط مسلمانان (سال ۶۴۴ میلادی) مردم نیشابور مسلمان شدند. در این دوره نیشابور بیشتر با نام ابرشهر شناخته می‌شده‌است و یکی از مشهورترین آتشکدههای زرتشتی در نزدیکی ابرشهر با نام آذربرزین‌مهر وجود داشته‌است که امروزه خرابه‌های آن باقی‌مانده‌است. پژوهشگران دین زرتشتی بر این باورند که واژهٔ رئونت (به معنای:دارنده جلال و شکوه) در بندهشن اشاره گر بر شهری است که امروزه با نام نیشابور شناخته می‌شود.
بنای باستانی آتشکده آذربرزین مهر که از آتش‌های مقدس زرتشتی بشمار می‌رفت را چارتاقی دیو که در همین شهر واقع شده دانسته‌اند.
در دوره پس از ورود اسلام زرتشتی‌ها در نیشابور آزادانه در آتشکده‌ها حضور می‌یافتند. در تاریخ نیشابور در این دوره اختلاف مذاهب و دین نتوانسته باعث تفرقه و نزاع بین مردم آنجا شود.
در منابع مطالعاتی مربوط به سیره امام رضا ذکر شده‌است که در زمان خلافت مأمون عباسی نامه‌ای از یک زرتشتی از نیشابور دریافت می‌کند. موضوع این نامه یک استفتاء دینی بوده که مأمون از علی بن موسی دربارهٔ جواب استفتاء این نامه درخواست می‌کند.
امروزه مزدیسنان ۳٪ جمعیت شهرستان نیشابور را شامل می‌شوند. اما تعلق آن‌ها به آیین و فرهنگ مزدیسنا، در سال‌های پس از انقلاب ۱۳۵۷ ایران، بسیار کمرنگ شده‌است.

## مشاهیر زرتشتی نیشابور
- کنارنگ
- به‌آفرید
- سندباد مجوس
- شاهوی